# Perinoia fusiformis
Perinoia fusiformis är en insektsart som beskrevs av Walker 1870. Perinoia fusiformis ingår i släktet Perinoia och familjen spottstritar. Inga underarter finns listade i Catalogue of Life.